# Втирать очки
Втирать очки (очковтирательство) — просторечный фразеологизм, означающий «обманывать, на словах или на деле создавая видимость благополучия в чём-либо». В отличие от явного обмана, суть очковтирательства, как правило, состоит в приукрашивании действительности.
Вслед за В. В. Виноградовым, большинство исследователей выводят выражение из жаргона карточных шулеров XIX века, которые наносили на порошковые игральные карты стирающиеся в нужный момент очки. Существуют и другие объяснения.

## Порошковые карты
Устаревший термин «порошковая карта» обозначает разновидность «очковых карт» — игральную карту с лишним символом масти («очком»), нанесённым порошком красного или чёрного цвета, в зависимости от масти. Порошок удерживался слабым клеем-«липком», так что шулер мог стереть добавочное очко, к примеру, «шваркнув» лицом карты по сукну карточного стола и предъявить, например, карту-шестёрку, которая до того казалась семёркой. Интерес к порошковым картам в современной литературе поддерживается упоминанием в «Пиковой даме» Пушкина. При изготовлении карт применялась другая карта-трафарет, сквозь которую на клеевую основу, которой была смазана будущая фальшивка, наносился порошок. По мнению В. В. Виноградова, таким образом очки можно было «втирать».
Встречался и другой способ использования порошка («насыпная галантина»): белым порошком, наоборот, покрывались очки на карте; стерев порошок, достоинство карты можно было увеличить. Порошковые карты считались шулерами опасными и применялись редко.

## Другие объяснения
И. А. Горбушина считает объяснение В. В. Виноградова ошибочным (так как очки на порошковых картах обычно стирались, а не «втирались»), а смысл шулерских действий состоял в прямом обмане, а не в демагогии, предполагаемой значением фразеологизма. Она обращает внимание на:
- словарь Даля 1863 года: «втереть очки, надеть (кому на нос) очки, одурачить»;
- отброшенное Виноградовым как ошибочное определения из академического словаря Грота: «Втереть кому очки, заставить кого смотреть на вещи по-своему»;
- значение слова «втереть» в смысле «навязать», имевшее хождение ещё в XVIII веке[11];
- два определения М. И. Михельсона: «заставить смотреть через неверно показывающие очки, — одурачить», «заставить смотреть в чужие очки (не своими, а чужими глазами)», с немецким эквивалентом нем. einem eine Brille aufsetzen, «надеть очки»[12].